# Phylliana praetexta
Phylliana praetexta är en insektsart som först beskrevs av Melichar 1902.  Phylliana praetexta ingår i släktet Phylliana och familjen Flatidae. Inga underarter finns listade i Catalogue of Life.